# コーラ・ディ・リエンツォ

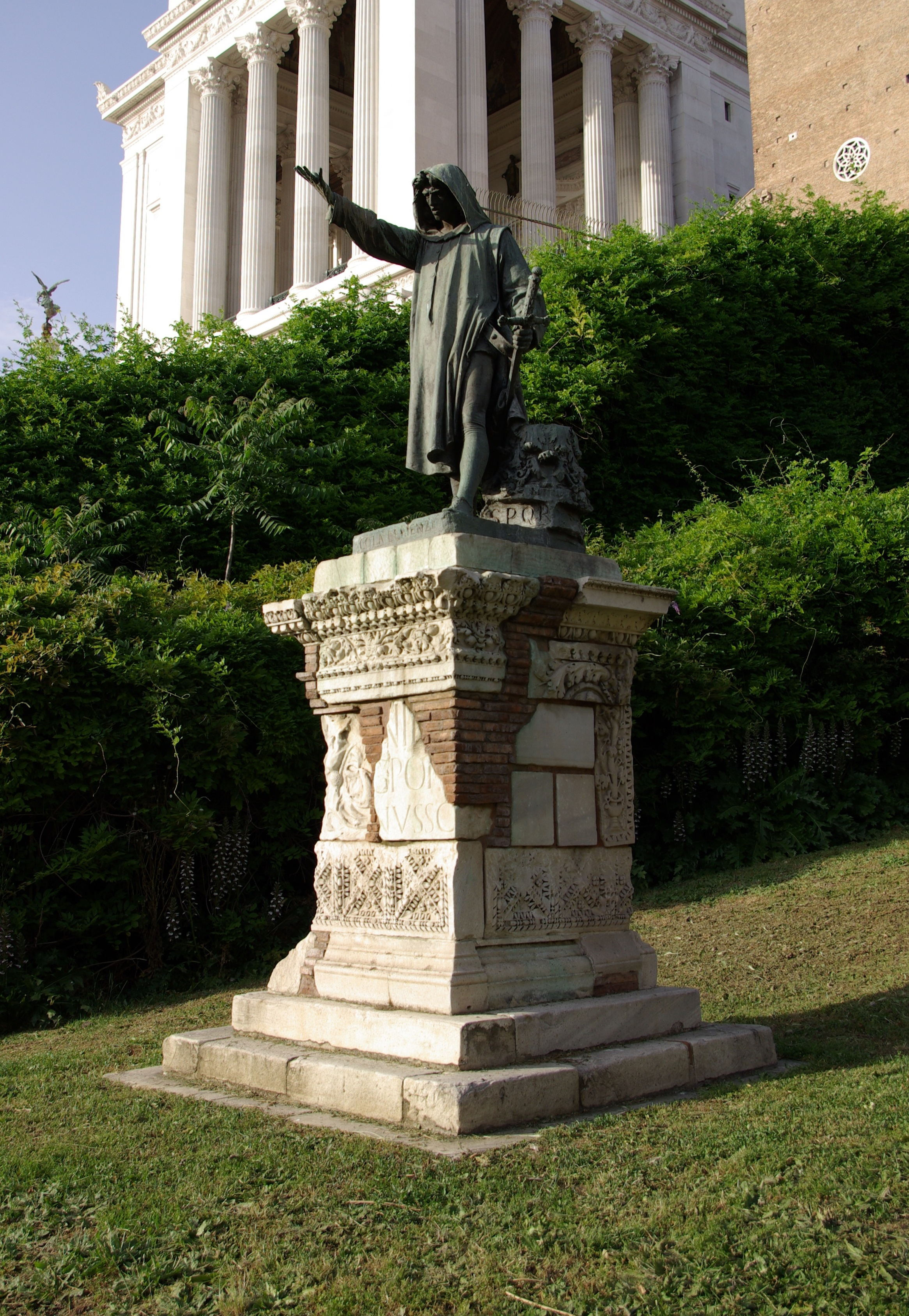
コーラ・ディ・リエンツォ

コーラ・ディ・リエンツォ（伊: Cola di Rienzo, 1313年 - 1354年10月4日）は、中世ローマの政治家である。ローマの護民官を任じた。コーラが行った市政改革をコーラ革命とも呼ぶ。リヒャルト・ワーグナーのオペラ『リエンツィ』（1842年）を通じても知られる。

## 概要
ローマのトラステヴェレ出身、父は宿屋経営者、母は洗濯女で、若くして公証人になった。弁説に巧みで、熱心な古代賛美、また貴族批判の演説を行った。
当時の教皇庁はアヴィニョンにあり（アヴィニョン捕囚）、ローマは荒廃していた。1343年、コーラはローマ市民の使節団に加わり、アヴィニョンを訪問。教皇庁に仕えていた人文主義者のペトラルカに会い、古代ローマの栄光を熱く語って、ペトラルカを感激させた。教皇クレメンス6世はコーラを祝福し、1350年にローマで第2の聖年を行うとの教書を発した。
聖年の実施は歓迎され、ローマに帰還したコーラは市民の支持を集めた。1347年5月、コーラは議会を招集し、数千の群衆の前で貴族を標的にした改革綱領を発表し、喝采で迎えられた。独裁官の権限を与えられたコーラは、自らに神聖ローマ共和国解放者なる称号を授けた（後に護民官と自称した）。軍隊を指揮し、税制改革を行い、貴族でも容赦なく裁判にかけた。次第に誇大妄想的な言行が多くなり、皇帝のように振る舞い、自らを「聖母の息子」に譬えることもあった。ステファノ・コロンナ (it:Stefano Colonna il Vecchio) をはじめとする貴族たちと対立し、貴族たちはコーラ打倒の軍勢を集めた。
教皇の使節はコーラに引退を命じ、拒否するなら3年後のローマでの聖年祭を取りやめるとした。こうして教皇の支持を失ったコーラは12月にローマを離れた。アブルッツィ山中の修道院に2年間身を隠した後、1350年、プラハのボヘミア王カレル（後の皇帝カール4世）を頼った。1352年、アヴィニョンに向かい、教皇庁に監禁された（ペトラルカはコーラを弁護する書簡を記した）。
その頃、ローマではバロンチェッリという扇動家が現れ、コーラの意思を継ぐと称して政権を握り、貴族階級を追放していた。教皇イノケンティウス6世は事態を収めるためコーラをローマに送ることを決めた。1354年8月、ローマに着いたコーラはバロンチェッリを追放し、元老院議員、執政として再び政権の座に着いた。
コーラは気に食わない者を次々と処刑したため、市民の不満は高まり、復帰して数か月で反乱が起こった。10月、「裏切り者に死を」と叫ぶ群衆に取り囲まれ、コーラは変装して逃亡を図るも捕らえられた。群衆の中でかつての部下に刺殺され、滅多斬りにされた死体はコロンナ家の地区で2日間さらされた。